# 750

## أحداث
- - سقوط الدولة الأموية و أخر خليفة مروان بن محمد.
- - أبُو العبَّاس السفَّاح يصبح الخليفة العباسي الأول.

## مواليد
- أبو داود الطيالسي* أبو نواس

## وفيات
- - الوليد بن معاوية بن مروان
- أبو بكر بن عبد الملك بن مروان
- - إبراهيم بن محمد يوصي بالإمامة لأخيه أبو العباس و من ثم يموت في سجن الخليفة مروان بن محمد.
- 23 يوليو مروان بن محمد في قرية زاوية المصلوب بمدينة الواسطى محافظة الجيزة في مصر.
- يزيد بن عمر بن هبيرة